# All Angels (album)
All Angels è l'album in studio di debutto del gruppo musicale omonimo inglese All Angels, pubblicato nel 2006.

## Tracce
1. Songbird – 2:54
2. The Flower Duet – 4:56
3. Salve Regina (Johann Pachelbel) – 3:47
4. Steal Away – 2:44
5. Windmills Of Your Mind – 3:05
6. Barcarolle – 3:25
7. Silent Night – 3:14
8. Intermezzo – 3:04
9. Ave Verum Corpus – 3:31
10. Angels – 4:19
11. Ave Maria, gratia plena  – 3:28
12. Pokarekare Ana – 3:15
13. Agnus Dei – 6:24
14. Amazing Grace – 1:57 (EU Version)